# Alpine M63
La Alpine M63 è un'autovettura da corsa costruita nel 1963 dalla Alpine.

## Contesto
La M63 (il cui nome deriva dalla M di Le Mans e dall'anno di produzione) venne realizzata per volere di Jean Rédélé per partecipare alla 24 ore di Le Mans nella classe un litro, dove l'anno precedente le sue vetture erano state battute dalle Panhard CD.

## Tecnica
La costruzione della vettura venne affidata ad un ingegnere della Lotus, Len Terry, e fu successivamente aggiornato dai progettisti Bernard Boyer e Richard Bouleau per conformarsi ai nuovi regolamenti. Il design venne invece curato da Marcel Hubert. Come base venne utilizzata la Alpine A110. La scocca venne ingrandita per ospitare le sospensioni a doppi triangoli sovrapposti nella sezione anteriore e a bracci oscillanti nella sezione posteriore. Il propulsore di derivazione Renault impiegato sull'auto era un Gordini Type 55 Straight 4 da 93 cv dotato di due carburatori Weber e gestito da un cambio Hewland manuale a 5 marce. Il corpo vettura, per contenerne il peso, è stato costruito in poliestere leggero.

## Risultati sportivi
Una M63, pilotata dai piloti Lucky Casner e Rosinski si aggiudicò la vittoria di classe alla 24 ore del Nurburgring. Successivamente schierate a Le Mans, non riuscirono a terminare la corsa a causa di incidenti e guasti al motore. Dopo l'insuccesso, le vetture vennero inviate negli Stati Uniti per prendere parte a diverse competizioni endurace.